# (1263) Varsavia
(1263) Varsavia – planetoida z pasa głównego asteroid okrążająca Słońce w ciągu 4 lat i 129 dni w średniej odległości 2,67 au. Została odkryta 23 marca 1933 roku w Observatoire Royal de Belgique w Uccle przez Sylvaina Arenda. Nazwa planetoidy pochodzi od łacińskiej nazwy Warszawy, a zaproponował ją Tadeusz Banachiewicz w podziękowaniu za pomoc udzieloną przez to miasto obserwatorium na Lubomirze. Przed nadaniem nazwy planetoida nosiła oznaczenie tymczasowe (1263) 1933 FF.